# Autobusna linija br. 150 u Zagrebu
Linija 150 (Tuškanac garaža – Gornji grad – Trg bana Josipa Jelačića) dnevna je autobusna linija u Zagrebu.
Prometuje svaki dan na trasi: Tuškanac garaža – Streljačka ulica – Mesnička ulica (smjer A: Ulica A. G. Matoša → Trg Franje Markovića → Vranyczanyeva ulica → Katarinin trg → Jezuitski trg → Habdelićeva ulica; smjer B: Demetrova ulica → Basaričekova ulica → Trg sv. Marka → Ulica Tita Brezovačkog) – Opatička ulica – Ilirski trg – Radićeva ulica – Trg bana Josipa Jelačića
Povezuje garažu Tuškanac s Gornjim gradom i Trgom bana Jelačića.

## Povijest

### Kombi vozila
Prije uvođenja prave autobusne linije na Gornjem gradu, 16. srpnja 2008., ZET uvodi prijevoz putnika kombi vozilima od garaže Tuškanac do raskrižja Vranyczanyjeve i Ćirilometodske ulice. Ova usluga se uvodi zbog novouvedene prometne regulacije na Gornjem gradu. Polasci su se ostvarivali svakih 10 minuta, radnim danom i subotom od 7 do 23 sata te nedjeljom od 8 do 23 sata.

### Prava autobusna linija
Linija je 16. srpnja 2013. produžena od Ilirskog trga do Trga bana Jelačića, a kao razlog je navedena potreba starijih stanovnika i turista. Najavljivana su i moguća produženja do Ksavera ili da svaki drugi polazak vozi do Becićevih stuba, ali i posebna tarifa za liniju.
Od 23. veljače 2025. prometuje svaki dan zbog rekonstrukcije uspinjače. Inače je prometovala samo radnim danom i subotom.

## Vanjske poveznice
- Vozni red linije 150